# 구시촌 (야마구치현)
구시촌(串村)은 야마구치현 사바군에 설치되었던 촌이다. 현재의 야마구치시, 슈난시에 해당한다.

## 역사
- 1889년 4월 1일 - 정촌제 시행에 의해 3촌의 구역을 가지고 성립하였다.
- 1955년 4월 1일 - 이즈모촌, 구시촌, 야사카촌, 유노촌과 합병해 도쿠지정이 성립, 동일 시마지촌은 폐지되었다.
- 1955년 11월 1일 - 도구지정 중 구촌지역의 일부가 쓰노군 가노정에 편입되었다.

## 교통

### 도로
현재는 주고쿠 자동차도가 구촌 지역을 통과하지만 당시에는 미개통 상태였다.

## 참고문헌
- 角川日本地名大辞典 35 山口県